# Опдаль, Нильс
Нильс Опдаль (норв. Nils Opdahl; 16 ноября 1882, Берген — 28 декабря 1951, Берген) — норвежский гимнаст, чемпион летних Олимпийских игр 1912 года в командном первенстве по произвольной системе. Выступал за клуб «Бергенс». Старший брат Якоба Опдаля, также гимнаста, чемпиона Олимпийских игр 1912 года и серебряного призёра летних Олимпийских игр 1920 года в командном первенстве по произвольной системе.